# Cayo Largo (isla)
Cayo Largo (en inglés: Key Largo) es una isla estadounidense en la parte superior del archipiélago de los Cayos de Florida y, de 33 millas (53 kilómetros) de largo, el más grande de los Cayos. También es el más septentrional de los Cayos de Florida en el condado de Monroe, y el más septentrional de los Cayos de EE. UU. conectados por la autopista 1 (la autopista de ultramar, the Overseas Highway). Su nombre en inglés «Key Largo» se deriva de su nombre en español Cayo Largo.